# Cliff 'Em All
Cliff 'Em All — компіляція відеоматеріалів і перший відеоальбом американського хеві-метал гурту Metallica. Вийшов 17 листопада 1987 року як данина пам'яті басисту Metallica Кліффу Бертону, який загинув в аварії гастрольного автобуса 27 вересня 1986 року у віці 24 років поблизу Льюнгбю, Швеція, під час європейського етапу світового турне Master of Puppets. Назва кліпу походить від назви дебютного альбому гурту «Metallica» — «Kill 'Em All». Домашнє відео також містить виступ з колишнім гітаристом Дейвом Мастейном 19 березня 1983 року, незадовго до його вигнання з гурту.
Відео є ретроспективою трьох з половиною років перебування Кліффа Бертона у складі Metallica, представленою у вигляді колекції бутлегів, знятих фанатами, деякого професійного знімання і телевізійних кадрів, які ніколи не були використані, а також його найкращих бас-гітарних соло, особистих фотографій і живих концертів. Фотографії та розповіді музикантів (Ларса Ульріха, Джеймса Гетфілда та Кірка Хемметта, які п'ють пиво) розміщені між піснями, які фокусуються на Бертоні, а потім переходять у титульну листівку виступу. Відео закінчується мелодійною інтермедією «Orion», під час якої демонструються фотографії Бертона.
Цим відео гурт намагається показати унікальну особистість і стиль, якими він володів. Хоча фільм нібито зосереджений на Бертоні, він також дав фанатам рідкісний погляд на ранню кар'єру Metallica, яка менш задокументована. Це різко контрастує з «бізнесом Metallica», представленим у художньому фільмі "Metallica: Some Kind of Monster.
На звороті обкладинки написано: «Що ж, ми нарешті зробили те, про що завжди говорили, що не робитимемо. Випустили відео! Перш ніж вас знудить від огиди, дозвольте нам (окрім К.) розповісти вам ідею, що стоїть за цим». «К» — це, ймовірно, скорочення від Кірка, що пояснює, чому він знаходиться внизу обкладинки.

## Пісні
Детроїд, 4 Квітня, 1986 — „за підтримки Оззі“
Знято зліва від сцени. ВГ великим планом.
- „Creeping Death“ (Hetfield/Ulrich/Burton/Hammett) — 6:18
- „Am I Evil?“ (Harris/Tatler) — 4:15
- „Damage, Inc.“ (Hetfield/Ulrich/Burton/Hammett) — 5:10
- „Master of Puppets“ (Hetfield/Ulrich/Burton/Hammett) — 7:50

Long Island, 28 Квітня, 1986 - "все ще п'яні під час туру Оззі"
Знято з рівня землі над головами, VG великим планом
- "Master of Puppets" (Hetfield/Ulrich/Burton/Hammett) - 7:50

The Stone, Сан Франциско, 19 Березня 1983 — „Другий виступ Кліффа“
- „(Anesthesia) Pulling Teeth“ (Burton) — 4:21
- „Whiplash“ (Hetfield/Ulrich) — 4:07

Німеччина, 14 Вересня, 1985 — „Metal Hammer Fest headlining з Venom, Nazareth, beer!“
Професійно зняте відео
- „Cliff Solo“ — 2:00
- „The Four Horsemen“ (Hetfield/Ulrich/Mustaine) — 5:03
- „Fade to Black“ (Hetfield/Ulrich/Burton/Hammett) — 6:55
- „Seek & Destroy“ (Hetfield/Ulrich) — 6:34

Данія, 6 Липня, 1986 — „Roskilde Festival разом з Філом Коллінзом, Еріком Клептоном, Елвісом Костелло та гуртом Big Country“
Знято з рівня землі, великим планом
- „Welcome Home (Sanitarium)“ (Hetfield/Ulrich/Hammett) — 6:30
- „(Anesthesia) Pulling Teeth“ (Burton) — 3:10

Окленд, 31 Серпня, 1985 — „Day on the Green“
Професійно зняте відео
- „Cliff Solo“/»For Whom the Bell Tolls" (Hetfield/Ulrich/Burton) — 4:51

Чикаґо, 12 Серпня, 1983 — «За підтримки Raven на 'Kill Em All for One' tour»
Професійно зняте відео
- «No Remorse» (Hetfield/Ulrich) — 6:59
- «Metal Militia» (Hetfield/Ulrich/Mustaine) — 6:33

«Оріон» (Burton/Hetfield/Ulrich) під час фінальних титрів — 1:42

## Учасники Запису
- Кліфф Бертон: басс, вокал
- Джеймс Гетфілд: ритм-гітара, гармонізація та перше соло на «Master of Puppets»
- Ларс Ульріх: ударні
- Кірк Геммет: соло-гітара
- Дейв Мастейн: соло-гітара на «Whiplash»